# Take It as It Comes
Pistes de The Doors
End of the Night
(9) The End
(11)
Take It as It Comes est une chanson des Doors parue en 1967 sur leur premier album The Doors.
Elle fut reprise par les Ramones sur leur album Mondo Bizarro en 1992. Elle y dure 2 min 07 s. Elle fut aussi reprise en concert par Tom Waits en live au Wiltern Theatre à Los Angeles le soir du 31 décembre 1988.